# Donauversinkung

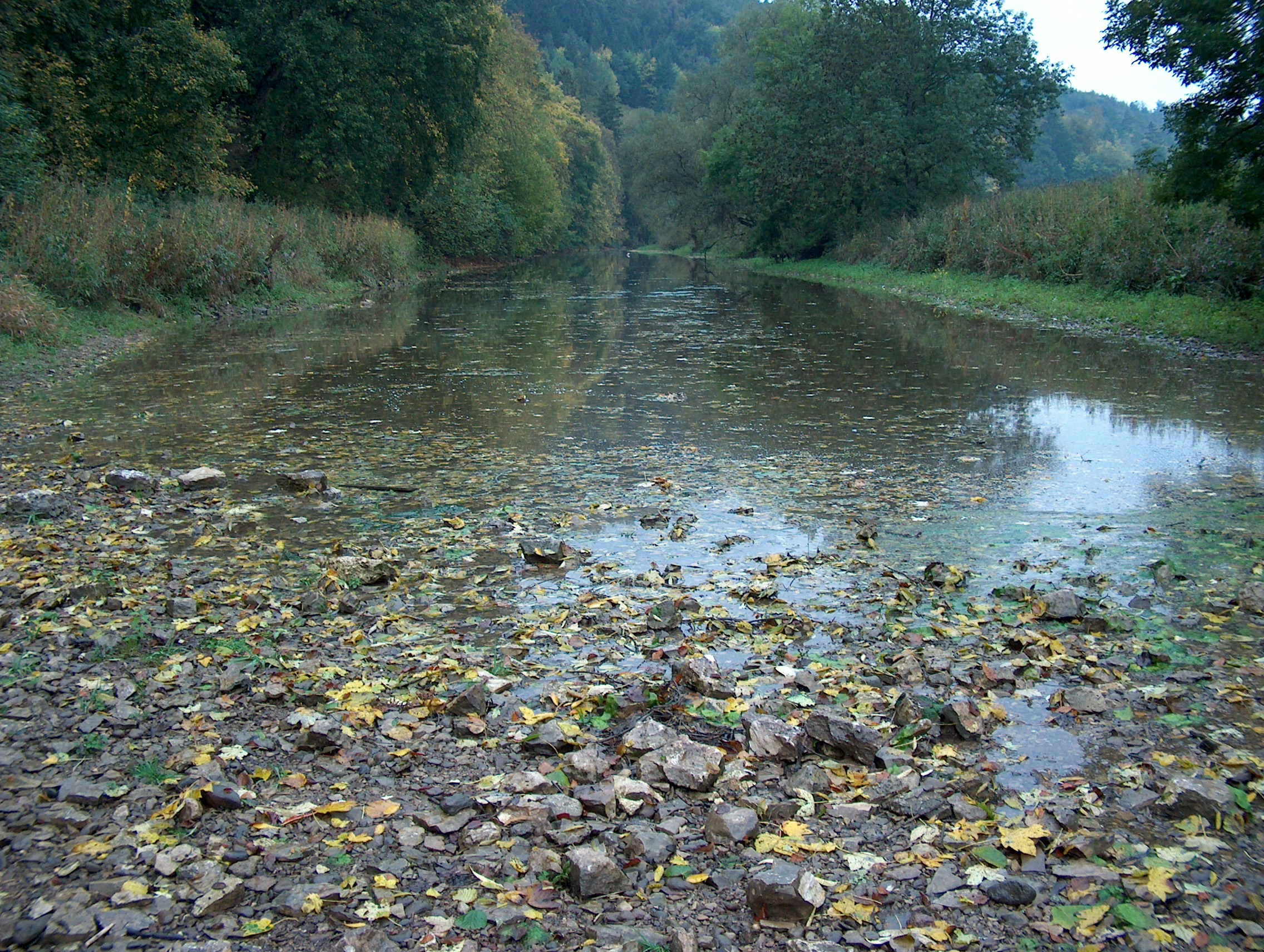
Op deze afbeelding is te zien dat de Donau de grond in zakt voordat hij verder stroomt.

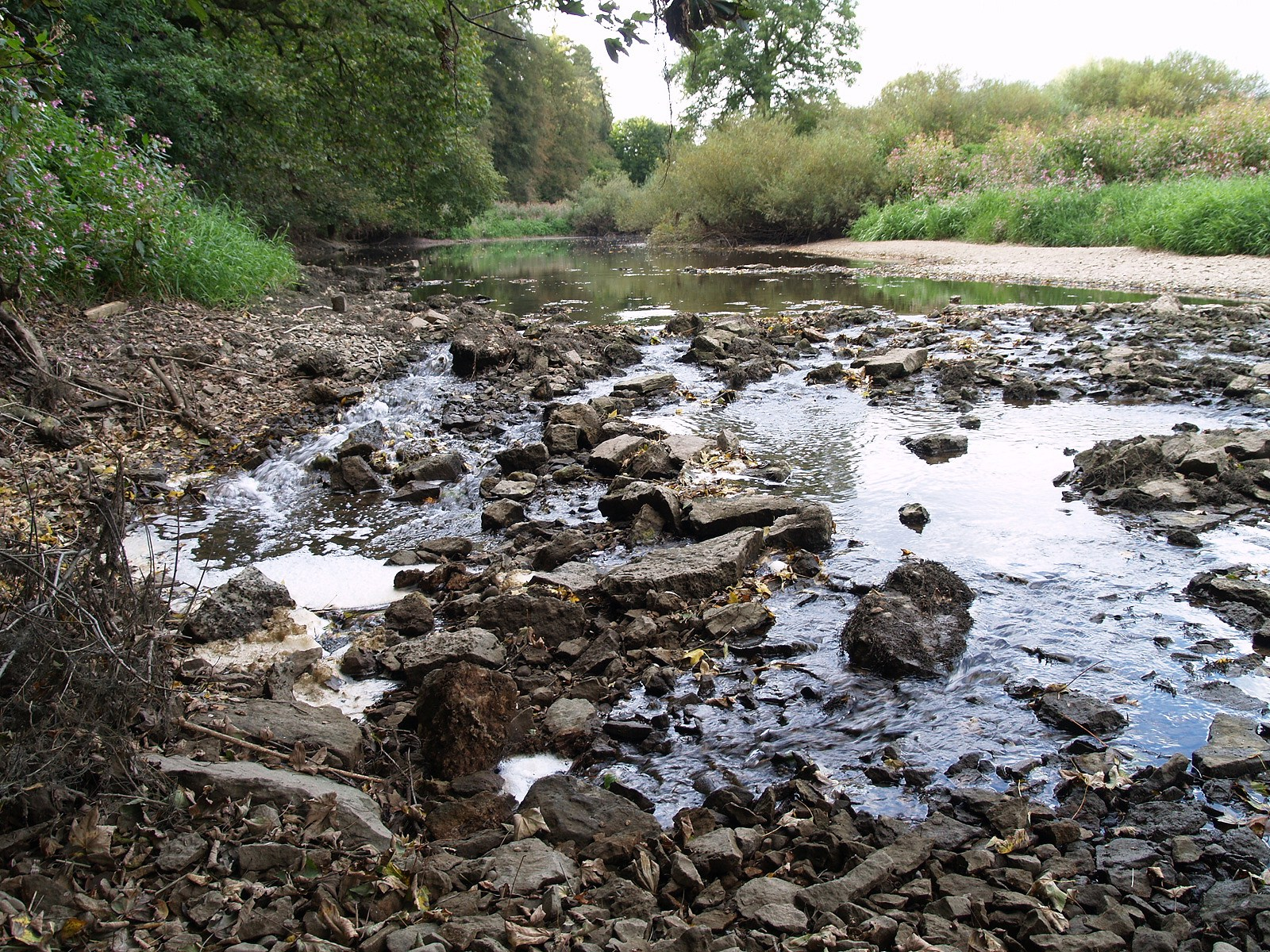
Zinkgat in de Donau

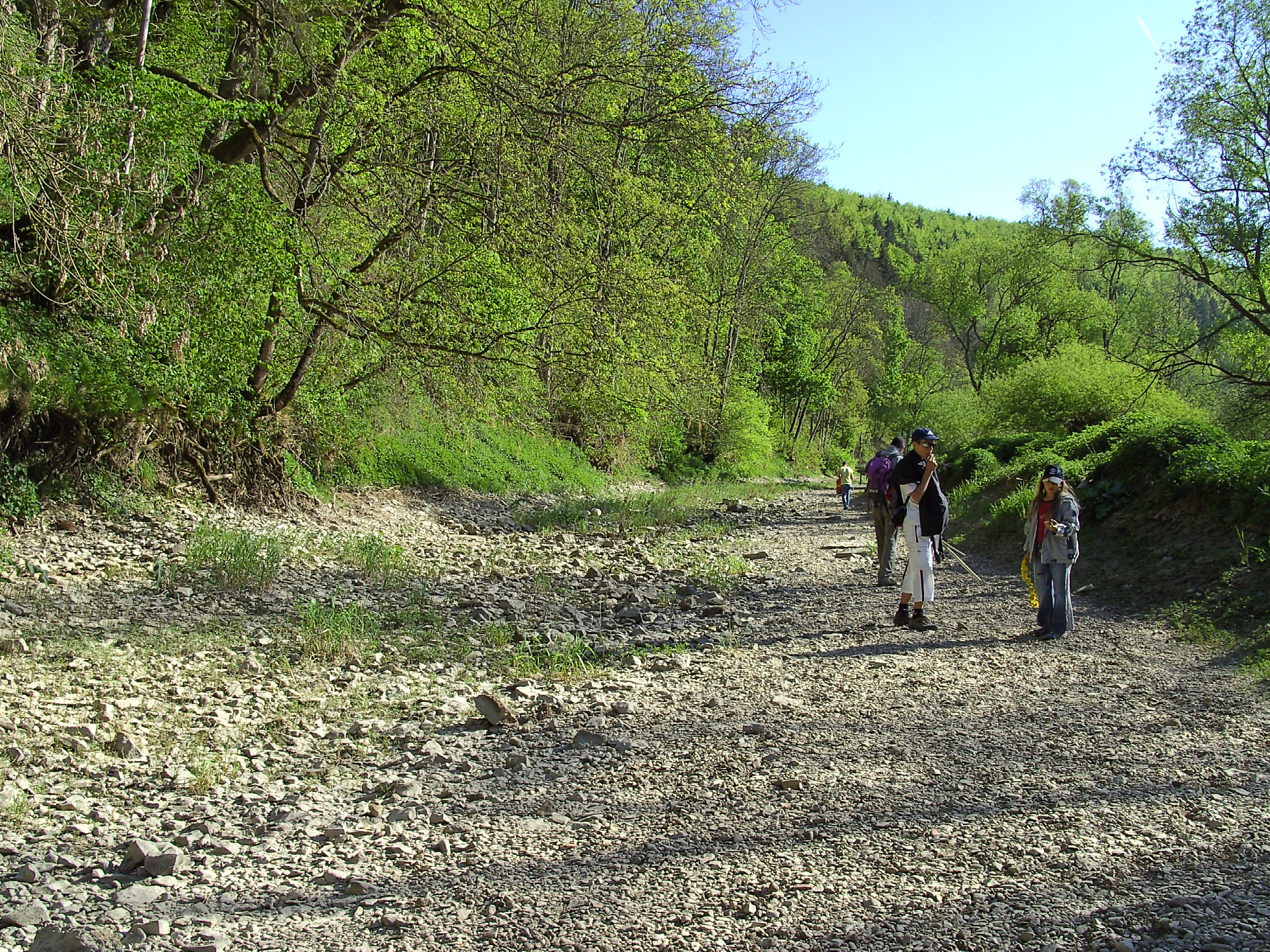
Droge rivierbedding van de Donau

De Donauversinkung  (ook wel Donauversickerung genoemd) is een serie van zinkgaten die zich bevinden in een bedding van de Donau, gelegen in het Nationaal park Obere Donau, tussen Immendingen en Tuttlingen. In deze bedding van de Donau zinkt zo'n 155 dagen per jaar al het water van de bovenloop van de Donau in deze gaten, en valt de bedding geheel droog. Vervolgens komt het water in de Aachquelle terecht. Later zet de Donau zich hier voort als de Radolfzeller Aach. Uiteindelijk komt deze rivier in het Bodenmeer (Untersee) terecht en zo in de Rijn. De Donauversinkung is tevens een toeristische attractie.

## Toekomst

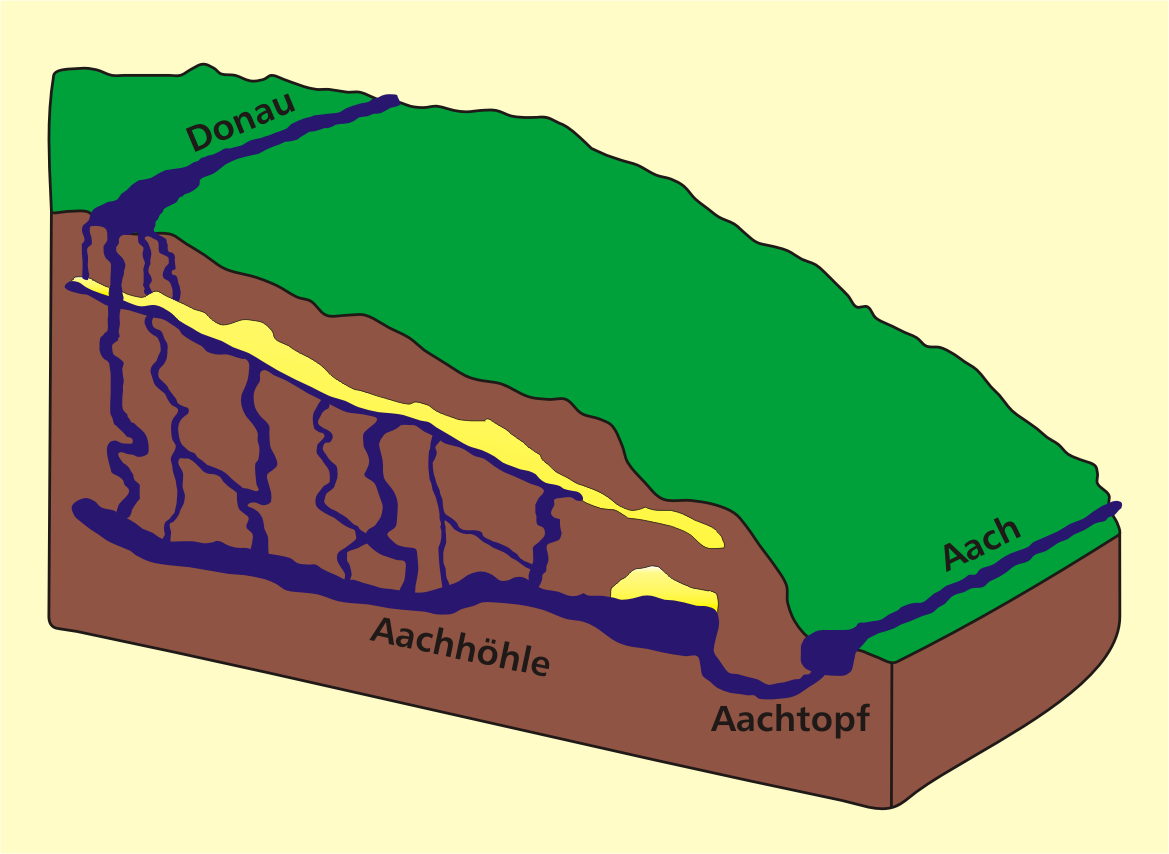
Blokdiagram van het grottenstelsel

De ondergrondse verbinding tussen de Donau en de Aachquelle vormt een uitgebreid grottenstelsel. Door sterke erosie in het grottenstelsel zou er in de toekomst hier een stroomonthoofding plaatsvinden; het grottenstelsel zal gaan instorten en het bovenste deel van de bovenloop van de Donau wordt vervolgens een zijrivier van de Rijn. De midden- en benedenloop van de Donau zal zijn reis verder voortzetten en komt vervolgens in de Zwarte Zee terecht. 